# Merbes-Sainte-Marie
Merbes-Sainte-Marie – dzielnica (section) gminy Merbes-le-Château w Belgii, w Regionie Walońskim, w prowincji Hainaut, w okręgu Thuin. 1 stycznia 2020 roku liczyła 786 mieszkańców. Do 31 grudnia 1976 r. samodzielna gmina. 

## Demografia
Liczba mieszkańców, stan na 1 stycznia:
| Rok                | 1930 | 1947 | 1961 | 2020 |
| ------------------ | ---- | ---- | ---- | ---- |
| Liczba mieszkańców | 592  | 575  | 626  | 786  |